# Stafford (Oregon)
Stafford az Amerikai Egyesült Államok északnyugati részén, Oregon állam Clackamas megyéjében, Lake Oswegótól délre, Tualatintól keletre, West Linntől pedig nyugatra elhelyezkedő falu és statisztikai település. A 2010. évi népszámláláskor 1577 lakosa volt. Területe 15,7 km², melyből 0,1 km² vízi.
Diákjai a West Linn–Wilsonville-i Iskolakerület intézményeiben tanulnak.

## Történet
Stafford nevét az 1860-as években, George A. Steel portlandi telepestől kapta, aki az ohioi Stafford után nevezte el. 1892-ben nyílt meg a közösség iskolája (Stafford School), a Steel tulajdonában álló Eastside Electric Railwayt pedig 1893-ban hosszabbították meg idáig. 1895-ben a Wanker család a későbbi Wankers Corner területén vegyesboltot és kocsmát nyitott.
1995-ben javaslatot tettek egy részének Portlandhez csatolására. 3,4 km²-t odacsatoltak, de később, 2001-ben ezt a bíróságon megtámadták. 2006 novemberében 344/40 arányban a faluvá nyilvánítás mellett döntöttek; ezzel Beavercreek után Oregon második falva lettek.

## Népesség
A 2010-es népszámláláskor  1577 lakója, 599 háztartása és 471 családja volt. A népsűrűség 101,1 fő/km2. A lakóegységek száma 644, sűrűségük 41,3 db/km2. A lakosok 93,5%-a fehér, 0,4%-a afroamerikai, 0,1%-a indián, 2%-a ázsiai, 0,2%-a a Csendes-óceáni szigetekről származik, 1,3%-a egyéb, 2,5%-a pedig kettő vagy több etnikumú. A spanyol vagy latino származásúak aránya 3,7% (2,5% mexikói, 0,1% Puerto Ricó-i, 0,1% kubai, 1,1% egyéb spanyol vagy latino származású.)
A háztartások 30,1%-ában élt 18 évnél fiatalabb. 68,9% házas, 2,8% egyedülálló nő, 1,5% egyedülálló férfi, 21,4% pedig nem család. 16,5% egyedül élt; 5,5%-uk 65 éves vagy idősebb. Egy háztartásban átlagosan 2,63 személy élt; a családok átlagmérete 2,95 fő.
A medián életkor 47,3 év volt. Lakóinak 22,9%-a 18 évesnél fiatalabb, 3,2% 18 és 24 év közötti, 17,8%-uk 25 és 44 év közötti, 42,3%-uk 45 és 64 év közötti, 13,8%-uk pedig 65 éves vagy idősebb. A lakosok 49,3%-a férfi, 50,7%-a pedig nő.

## Fordítás
Ez a szócikk részben vagy egészben  a   Stafford, Oregon című angol Wikipédia-szócikk ezen változatának fordításán alapul.  Az eredeti cikk szerkesztőit annak laptörténete sorolja fel. Ez a jelzés csupán a megfogalmazás eredetét és a szerzői jogokat jelzi, nem szolgál a cikkben szereplő információk forrásmegjelöléseként.